# Euskirchener SC
Der Euskirchener SC (offiziell: Euskirchener Sportclub 13 e. V.) war ein Sportverein aus Euskirchen. Die erste Fußballmannschaft spielte fünf Jahre in der höchsten mittelrheinischen Amateurliga.

## Geschichte
Der Verein wurde im Jahre 1913 gegründet und gehörte 1946 zu den Gründungsmitgliedern der seinerzeit erstklassigen Rheinbezirksliga. Aus dieser stieg die Mannschaft als abgeschlagener Tabellenletzter wieder ab. Nach einer Bezirksliga-Vizemeisterschaft hinter Jugend 07 Bergheim 1949 gelang den Euskirchenern zwei Jahre später der Aufstieg in die Landesliga, der seinerzeit höchsten Amateurliga am Mittelrhein. Dort erreichte die Mannschaft zunächst zweimal in Folge den neunten Platz. 1954 erreichten die Euskirchener trotz einer 2:13-Niederlage beim VfB 08 Aachen den achten Rang.
Schon in der folgenden Spielzeit stieg die Mannschaft in die Bezirksklasse ab. Zurück in der Bezirksklasse wurden die Euskirchener 1957 Vizemeister hinter dem SV Gleuel, bevor zwei Jahre später der Aufstieg in die Landesliga gelang. Zuvor besiegte der ESC in einer Entscheidungsspielrunde die punktgleichen Mannschaften SSV Lommersum mit 2:0 und Alemannia Lendersdorf mit 3:1. Im Jahre 1967 fusionierte der Euskirchener SC mit dem Euskirchener TSV zum TSC Euskirchen.